# ضريح ميرزا كوتشك
ضريح ميرزا كوتشك (بالفارسية: آرامگاه میرزا کوچک) هو ضريح تاريخي يعود إلى الدولة البهلوية، ويقع في رشت.